# Pinhou
Pinhou est une localité située à l'ouest de la Côte d'Ivoire et appartenant au département de Bangolo, dans la Région des Montagnes. La localité de Pinhou est un chef-lieu de commune.